# ناوشکن کلاس روچفرتز
دیسترویر کلاس روچفرتز (به انگلیسی: Rochefortais-class destroyer) یک کلاس از کشتی است که طول آن ۵۷٫۶ متر (۱۸۹ فوت ۰ اینچ) و ارتفاع آن ۳٫۲ متر (۱۰ فوت ۶ اینچ) می‌باشد.